# Ann Peebles
Ann Peebles (Saint Louis (Missouri), 27 april 1947) is een Amerikaanse soulzangeres en songwriter.

## Biografie
Ann Peebles was de dochter van een pastoor en een zangeres en zong al in haar jonge jaren in het kerkkoor en in het familie-gospelkoor het Peebles Choir, dat werd geformeerd door haar grootvader. Als tiener zong ze ook in de clubs van haar geboortestad, waar ze uiteindelijk werd ontdekt door Oliver Sain en werd gecontracteerd voor diens r&b-revue. Tijdens een optreden in Memphis (Tennessee) tekende ze een contract bij Hi Records.
Naast haar werk als zangeres begon Ann Peebles met de Hi Records-zanger en componist Don Bryant songs te schrijven. Begin jaren 1970 had ze enkele succesvolle singles en albums, waaronder I can't stand the rain (single in 1973, album in 1974). Peebles en Bryant trouwden in 1974.
Met de in opkomst zijnde discogolf en de verkoop van Hi Records in 1977 verminderde het commerciële succes. Na een muzikale onderbreking bracht Peebles in 1989 het album Call Me uit, waarna meerdere volgden. Daarnaast was ze te horen op verschillende albums van Maria Muldaur. In 2010 werkte Peebles mee aan het album Memphis Blues van Cyndi Lauper.

## Discografie

### Singles
- 1969: Give Me Some Credit
- 1969:	Walk Away (origineel: Mitty Collier, 1966)
- 1970: Generation Gap Between Us
- 1970: I'll Get Along
- 1970:	Part Time Love (origineel: Little Johnny Taylor, 1963)
- 1971: Slipped, Tripped, and Fell in Love (origineel: Clarence Carter, 1971)
- 1971:	I Pity the Fool (origineel: Bobby Bland, 1961)
- 1972: Somebody's on Your Case
- 1972:	Breaking Up Somebody's Home
- 1973: I Can't Stand the Rain
- 1973:	I'm Gonna Tear Your Playhouse Down
- 1974: Do I Need You
- 1974: Put Yourself in My Place
- 1974:	(You Keep Me) Hangin' On (origineel: Joe Simon, 1968)
- 1975: Come to Mama
- 1975:	Beware
- 1976: Fill This World with Love
- 1976: I Don’t Lend My Man
- 1976:	Dr. Love Power
- 1977:	If This Is Heaven
- 1978: I Didn't Take Your Man
- 1978:	Old Man with Young Ideas
- 1979:	If You Got the Time (I've Got the Love)
- 1980: Heartaches
- 1981: Mon belle Amour
- 1990: Peace (met Otis Clay, Lynn White en David Hudson)
- 2001: 18 Carat Garbage (Billie Ray Martin en Ann Peebles)
- 2005: Chase These Blues Away

### Albums
- 1969: This Is Ann Peebles
- 1971:	Part Time Love
- 1972:	Straight from the Heart
- 1974:	I Can't Stand the Rain
- 1975:	Tellin' It
- 1977: If This Is Heaven
- 1978: The Handwriting Is on the Wall
- 1989: Call Me
- 1992: Full Time Love
- 1996: Fill This World with Love
- 2006: Brand New Classics

### Compilaties
- 1985: I'm Gonna Tear Your Playhouse Down
- 1987: 99 Lbs
- 1988: Ann Peebles' Greatest Hits
- 1990: Lookin' for a Lovin’
- 1992: Sings Soul Classics
- 1995: U. S. R&B Hits '69–'79
- 1995: Just You and Me
- 1996: The Best of Ann Peebles: The Hi Records Years
- 2002: The Hi Singles A's & B's
- 2003: The Complete Ann Peebles on Hi Records Volume 1: 1969–1973
- 2003: The Complete Ann Peebles on Hi Records Volume 2: 1974–1981
- 2006: Original Funk Soul Sister: The Best of Ann Peebles
- 2012: The Original Soul Sister
- 2015: The Essential Ann Peebles
- 2015: Greatest Hits

- Bibsys: 4031819
- Bibliothèque nationale de France: cb13998342p (data)
- Gemeinsame Normdatei: 134816609
- International Standard Name Identifier: 0000 0000 8009 019X
- Library of Congress Control Number: n92044976
- Nationale Bibliotheek van Letland: 000071526
- MusicBrainz: a7e05e3f-7459-4ba6-9041-8b5cacf6338c
- Nationale Bibliotheek van Tsjechië: xx0146924
- Nederlandse Thesaurus van Auteursnamen: 100292216
- Virtual International Authority File: 102398920
- WorldCat: E39PBJfcKqdhMRVQ69FW7MjBfq